# John Mauchly
John William Mauchly (Cincinnati, 30 agosto 1907 – Ambler, 8 gennaio 1980) è stato un inventore e ingegnere statunitense.

## Biografia
Nato a Cincinnati (Ohio) da Sebastian Mauchly e Rachel Scheidemantel in una famiglia di origini svizzero-tedesche e tedesche. Insieme a J. Presper Eckert inventò uno dei primi calcolatori, chiamato ENIAC (acronimo di Electronic Numerical Integrator and Computer), leggendario primo computer general purpose della storia elaborato all'Università della Pennsylvania, dove Mauchly era docente di ingegneria elettrica. Il processore serviva a calcolare le traiettorie balistiche per l'esercito statunitense ed entrò in funzione negli anni '40.
Si è interessato anche allo sviluppo di altri calcolatori sempre più avanzati, nonché della diffusione degli stessi nei diversi settori di applicazione, come quelli militare, industriale, amministrativo e scientifico. Il suo nome è infatti legato anche all'EDVAC, al BINAC e all'UNIVAC I.